# Roger Laporte
Pour les articles homonymes, voir Laporte.
Roger Laporte, né le 20 juillet 1925 à Lyon et décédé le 24 avril 2001 à Montpellier, est un écrivain et philosophe français.

## Présentation
Dans sa Lettre à personne (carnet publié en 1989), Roger Laporte s’explique, de manière à la fois énigmatique et austère, sur sa décision irrévocable de cesser d’écrire. Il fait partie de ces rares écrivains pour qui vivre et écrire sont une même expérience, une expérience spirituelle. 

« Faisons un pari lucide : l'œuvre de Roger Laporte n'aura jamais beaucoup de lecteurs mais elle sera très longtemps lue. »

— Thierry Guichard, « L'épreuve par neuf »  sur Roger Laporte, in Le Matricule des Anges, n° 32, septembre/novembre 2000

## Œuvres
- La Veille, Paris, Gallimard, coll. « Le Chemin », 1963
- Une voix de fin silence,  Paris, Gallimard, coll. « Le Chemin », 1966
- Pourquoi ? (Une voix de fin silence II),  Paris, Gallimard, coll. « Le Chemin », 1967
- Fugue, biographie, Paris, Gallimard, coll. « Le Chemin », 1970
- Fugue. Supplément, biographie,  Paris, Gallimard, coll. « Le Chemin », 1973
- Deux lectures de Maurice Blanchot (avec Bernard Noël), avec deux illustrations de Ramón Alejandro, Montpellier, Fata Morgana, coll. « Le Grand Pal », 1973
- Une migration et Le partenaire, Montpellier, Fata Morgana, 1974 (textes publiés en revue en 1959 et 1960, lettre-préface de René Char)
- Quinze variations sur un thème biographique,  Paris, Flammarion, coll. « Textes », 1975
- Fugue 3, Paris, Flammarion, 1976
- Carnets (extraits), Paris, Hachette, coll. « POL », 1979
- Souvenirs de Reims et autres récits, Paris, Hachette, coll. « POL », 1979 – Prix France Culture
- Suite, biographie, Paris, Hachette, coll. « POL », Paris, 1979
- Bram van Velde ou cette petite chose qui fascine, Paris, Fata Morgana, 1980
- Moriendo, biographie, Paris, P.O.L, 1983
- Une vie, biographie, Paris, P.O.L, 1986
- Écrire la musique, A Passage, 1986
- Hölderlin une douleur éperdue, Seyssel (Ain), Éditions Comp'Act, 1986.
- Entre deux mondes (avec 17 photographies de François Lagarde), Gris banal, 1988
- Lettre à personne (avec un avant-propos de Philippe Lacoue-Labarthe et une postface de Maurice Blanchot), Paris, Plon, 1989
- Quelques petits riens, Ulysse fin de siècle, 1990
- Études, Paris, P.O.L, 1991
- À l’extrême pointe : Proust, Bataille, Blanchot, Montpellier, Fata Morgana, 1994 (réed. chez P.O.L en 1998)
- La Loi de l’alternance, Paris, Fourbis, 1997
- Variations sur des carnets, Portiragnes, Cadex Éditions, 2000
- Le Carnet posthume, Avant-propos de Philippe Lacoue-Labarthe, Paris, Lignes-Léo Scheer, 2002

## Leçons filmées
- Roger Laporte, la clairière et le refuge — Leçons sur Heidegger, Hors Œil Éditions, réalisé par François Lagarde, 2011.